# Children's Town Malambanyama
Children's Town Malambanyama è una scuola per ex bambini di strada della ONG Development Aid from People to People in Zambia (DAPP, Aiuto allo sviluppo dal popolo al popolo in Zambia), una organizzazione associata alla federazione Humana People to People.

## Posizione geografica
La scuola si trova 100 km a nord-ovest del capoluogo Lusaka (per Landless Corner) nel distretto di Chibombo della Provincia Centrale dello Zambia, cinque chilometri a sud del villaggio Malambanyama, sulla strada per Mumbwa.

## Scopo
In Zambia ci sono circa un milione di bambini orfani che non possono più venire assorbiti dalla tradizionale rete parentale africana; vivono per le strade delle grandi città, spesso dedicandosi alla microcriminalità, allo spaccio di droga e alla prostituzione. La Children's Town offre riparo, vitto e scolarizzazione circa 330 bambini, per lo più tra gli 8 e i 14 anni. I bambini da affidare alla struttura vengono identificati dai servizi sociali statali, e il loro stato di bisogno viene verificato da collaboratori del progetto prima dell'ammissione. La scuola è allo stesso tempo un centro di sostegno per bambini socialmente svantaggiati, e per le famiglie che li ospitano, nei 348 villaggi della zona.
Nel quarto trimestre del 2006 Children's Town Malambanyama aveva 179 scolari e scolare esterni e 106 scolari e scolare che, divisi in famiglie di 5-15 bambini per ogni educatore, ricevono alloggio, vitto, abiti, materiale scolastico e assistenza individuale. 45 adolescenti hanno frequentato una scuola del grado successivo. Con una quota leggermente maggiore di ragazze, l'istituto persegue l'obiettivo UNESCO Educazione per tutti.
All'inizio del 2007 erano passati per Children's Town Malambanyama 1400 bambini.

## Ordinamento scolastico
Quattro insegnanti donne e otto uomini, che hanno espletato un regolare corso di formazione pedagogica e che frequentano periodicamente corsi di aggiornamento, tengono lezione a dieci classi secondo i programmi delle scuole pubbliche dello Zambia. Si dà molta importanza all'apprendimento della lingua inglese, che in Zambia sin dall'epoca coloniale è la lingua ufficiale ed elemento di connessione tra le otto lingue ufficiali regionali e i 72 dialetti. Inoltre vengono insegnate cinque cosiddette materie pratiche:
1. "Esplorazione" (conoscenza dei dintorni e della loro natura, integrazione sociale; prevenzione degli infortuni, tecniche di pronto soccorso, igiene, prevenzione e cura di HIV/AIDS)
2. abilità e responsabilità elementari (compravendita, cura di animali domestici)
3. economia domestica, preparazione igienica del cibo, orticultura biologica, abilità manuali artistiche
4. agricoltura I (produzione di mais, arachidi, fagioli; assistenza all'approvvigionamento alimentare della cucina)
5. agricoltura II, ultimo anno delle classi 7 e 8 (pratica dell'allevamento di maiali e galline, coltivazione dei campi)

## Attività del tempo libero
Per occupare i bambini di strada nel tempo libero, viene assegnato un ruolo importante allo sport e alla cultura. La scuola ha squadre di calcio, pallavolo e netball, con le quali prende parte a tornei locali e sovralocali. Ha inoltre un coro, una banda musicale, un gruppo di percussioni steeldrum, un gruppo di teatro e uno di danza, che partecipano alle frequenti feste e collaborano alla ricerca di sponsor. Attraverso queste attività la scuola raggiunge mediante un programma esterno altri 7680 bambini orfani o a rischio sociale. Alle prove finali trimestrali accorrono centinaia di parenti e vicini, per mettere alla prova insieme, in cosiddette "people's examinations", ciò che i bambini hanno appreso.
Gli scolari che non riescono a qualificarsi per le classi 7 e 8 vengono aiutati a rendersi indipendenti in attività pratiche nelle zone vicine. Gli scolari migliori ricevono una borsa di studio del ministero dell'istruzione, del distretto di Chibombo, del DAPP o di altri enti per poter frequentare scuole di grado superiore fino alla 12.

## Storia
La scuola fu fondata nel 1990 dal DAPP e dall'attuale direttore Moses Zulu. Un capo locale permise l'utilizzo di un latifondo. Si incominciò con due bambini in tende. Con pietre tagliate e mattoni fatti a mano furono costruiti man mano sei dormitori, un complesso di edifici adatto per le lezioni e le assemblee, alcune semplici abitazioni per gli insegnanti, una cucina e delle latrine. Dopo undici anni si poté allacciare l'elettricità per le lezioni serali, per la pompa di un serbatoio di acqua potabile, per computer e televisione. Un ospedale ben equipaggiato, l'ufficio postale, il telefono e Internet sono raggiungibili ancora solo a Lusaka, a tre ore di macchina (di più nella stagione delle piogge). Vi è un collegamento quotidiano con Lusaka fornito da un sistema di autobus.
Nel luglio 2005 l'emittente televisiva statunitense PBS incluse Moses Zulu nella sua serie I nuovi eroi.

## Partner
- OPEC Fund for International Development
- Global Fund for Children (USA)
- Children in Need Network (CHIN)
- FAWEZA (Forum for African Women Educationalists of Zambia)
- Zambia Red Cross Society
- Ministero dello Sviluppo Comunitario e dei Servizi Sociali dello Zambia
- Ministero dell'Istruzione dello Zambia
- Ministry of Sports, Youth and Child Development, Zambia
- Planet Aid Canada und USA
- Organisazione Humana in Italia, Spagna, Germania, Lituania, Norvegia e Zambia
- Africare

## Fonti
- DAPP Sambia  (inglese)
- Brandy Blackman: „Intervening in the Lives of Street Children. A Case from Zambia” ("Intervenire nella vita dei bambini di strada. Un caso dallo Zambia"), maggio 2001, 45 pagine con ampia bibliografia. Su Children's Town Malambanyama in particolare da p. 30  (inglese)
- PBS „The New Heroes“ 2005/VII  Archiviato il 16 aprile 2015 in Internet Archive. (inglese)
- Directory dei bambini di strada dello Zambia  Archiviato il 22 settembre 2007 in Internet Archive. (inglese)
- Africa News Bulletin Nr. 392 su Children's Town  (inglese)

## Altre scuole HUMANA per ex bambini di strada
- Street Children's School Benguela, Angola  (inglese)
- Street Children School Luanda, Angola  (inglese)
- Children's Town in Caxito, Angola  (inglese)
- Street Children School Chimoio, Mozambico  (inglese)
- Children's Town Maputo, Mozambico  (inglese)
- Ponesai Vanhu Junior School, Zimbabwe  (inglese)